# August Reifferscheid
Karl Wilhelm August Reifferscheid (Bonn, 3 ottobre 1835 – Strasburgo, 10 novembre 1887) è stato un archeologo e filologo classico tedesco.

## Biografia
Conseguì la borsa di studio in archeologia all'Università di Bonn e trascorse il 1861-66 principalmente in Italia. Fu professore a Breslavia (1868-1885) e, a partire dal 1885, professore all'Università di Strasburgo (Kaiser-Wilhelm-Universität).

## Opere
- Suetoni præter Cæsarum Libros Reliquiæ (1860).
- Bibliotheca Patrum Latinorum Italica (2 volumi, 1865–72).
- Arnobii Adversvs nationes libri VII (1875).
- Alexiad (1878).
- Quinti Septimi Florentis Tertulliani.[2]